# Dwayne Johnson
Dwayne Douglas Johnson (* 2. Mai 1972 in Hayward, Kalifornien), auch bekannt unter seinem Ringnamen The Rock, ist ein US-amerikanisch-kanadischer Schauspieler, Filmproduzent, Synchronsprecher, Unternehmer und Wrestler. Er stand erstmals von 1996 bis 2004 bei der WWF (ab 2002 WWE) unter Vertrag und zählt zu den größten Stars der Company. Nach einer Pause vom Wrestling steht er dort erneut seit 2011 unter Vertrag. Zudem gewann er zehnmal einen World Title in der WWE. Da sein Vater Wayde Bowles und sein Großvater Peter Maivia ebenfalls Wrestler waren, galt er als der erste „Superstar der dritten Generation“. Ab 2006 konzentrierte er sich zunehmend auf seine Filmkarriere und spielte Hauptrollen in mehreren Blockbustern, so etwa in der Fast-&-Furious-Reihe.

## Privatleben

### Kindheit und Jugend
Dwayne Johnson wurde 1972 als Sohn des afrokanadischen Wrestlers Wayde Bowles (genannt Rocky Johnson; 1944–2020) und dessen Ehefrau Ata (geb. Maivia; * 1948), Tochter des samoanischen Wrestlers Peter Maivia, im kalifornischen Hayward geboren. Er wuchs auf Hawaii auf und zog später nach Florida, wo er an der University of Miami studierte. Er wurde zum Star seines Footballteams, den University of Miami Hurricanes. 1991 wurde er Mitglied des NCAA-National-Championship-Teams. Er musste seine Karriere jedoch aufgrund einer Knieverletzung beenden. Stattdessen beschloss er 1995 nach seinem Studienabschluss in Kriminologie, eine Karriere als Wrestler zu starten. Als Bezug zu seiner hawaiischen Vergangenheit ließ er sich 2003 in samoanischer Tradition die Geschichte seiner Familie auf den linken Oberarm tätowieren.

### Familie
Johnson entstammt einer sehr dem Wrestling verschriebenen Familie. Sein Vater Rocky Johnson bildete gemeinsam mit seinem Partner Tony Atlas das erste dunkelhäutige Tag Team, das die World Tag Team Championship gewinnen konnte. Sein Großvater „High Chief“ Peter Maivia war in den 1960er und 1970er Jahren aufgetreten und hatte damals eine Minirolle in dem James-Bond-Film Man lebt nur zweimal. Über diesen Großvater wird Johnson als Mitglied der samoanischen Wrestlingfamilie Anoaʻi angesehen, da Maivia ein Blutsbruder des Familienpatriarchen war und diese Blutsbruderschaften unter den Südseevölkern eine hohe Bedeutung haben. Johnson ist allerdings nicht blutsverwandt, wie oft fälschlich angenommen wird. Ebenso gehörte James Reiher (genannt Jimmy Snuka) zu seiner Familie, da dieser eine seiner Tanten heiratete. Sein Cousin Taioalo Vaivai gehört dem Kader der Rugby-League-Nationalmannschaft der Vereinigten Staaten an.
1997 heiratete Johnson die spätere Filmproduzentin Dany Garcia. Die Ehe, aus der seine Tochter Simone Garcia Johnson hervorging, wurde 2008 geschieden. Garcia und Johnson gründeten 2012 die Produktionsfirma Seven Bucks Productions. Sie und ihr Bruder Hiram Garcia sind über das Produktionsunternehmen gemeinsam mit Johnson an der Produktion seiner Filme beteiligt.
Johnsons Tochter wurde 2018 als Botschafterin der 75. Golden-Globe-Verleihung ausgewählt. Sie ist ebenfalls als Wrestlerin aktiv und gab im Oktober 2022 ihr Debüt in der WWE. Johnson ist darüber hinaus der Onkel des ehemaligen American-Football-Spielers Kaluka Maiava. Am 18. August 2019 heiratete Johnson die Sängerin Lauren Hashian. Aus der bereits seit zehn Jahren bestehenden Beziehung der beiden gingen zwei Töchter hervor.

## Wrestling-Karriere

### Anfänge
Johnson wurde von seinem Vater trainiert. Erstmals wrestlete er im Jahr 1995 unter dem Namen Flex Kavana für die United States Wrestling Association (USWA), wo er zweimal den dortigen Tag-Team-Titel gewann. Die USWA diente der damaligen World Wrestling Federation (WWF) als Entwicklungsliga und Johnson wurde 1996 von dieser verpflichtet.

### World Wrestling Federation/Entertainment

#### Rocky Maivia und Nation of Domination (1996–1998)
Bei der Survivor Series 1996 debütierte Johnson unter dem Namen „Rocky Maivia“, als Huldigung an seinen Vater und seinen Großvater. In der Folge gewann er am 13. Februar 1997 die WWF Intercontinental Championship von Triple H. Am 28. April 1997 gab er den Titel an Owen Hart ab. Kurz darauf legte Johnson eine Pause ein.
Bei seiner Rückkehr im Sommer trat er dem Wrestlingstable Nation of Domination bei und nannte sich fortan „The Rock“. Am 8. Dezember 1997 gewann er den Intercontinental-Titel erneut. Nach einer mehrmonatigen Regentschaft verlor er den Titel in einem Leitermatch beim SummerSlam 1998 an Triple H, woraufhin das Stable aufgelöst wurde.

#### Aufstieg in den Main Event und Rekord-World-Champion (1997–2002)

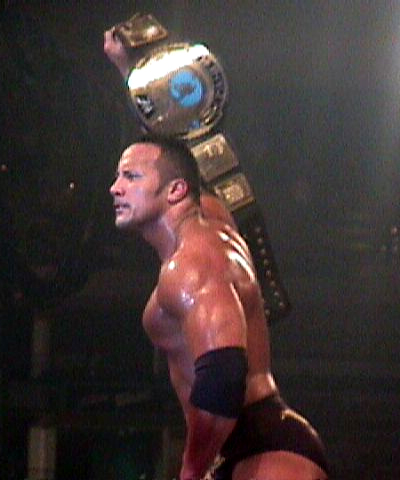
WWF Champion The Rock im Jahr 2000

Nach Johnsons Gewinn der WWF Championship bei der Survivor Series 1998 wurde er Mitglied von Vince McMahons Stable Corporation. Nach einer langen Fehde gegen Mankind verlor er schließlich bei WrestleMania XV seinen Titel an Steve Austin.
Johnson verließ die Corporation und es folgten Fehden gegen den Undertaker, Triple H, Billy Gunn, Davey Boy Smith und Big Show. Mit Mick Foley bildete er 1999 das Tag Team Rock’n’Sock-Connection welches den Tag Team Titel drei Mal gewann. Bei der Großveranstaltung Backlash im Jahr 2000 gewann er die WWF Championship von Triple H, verlor sie jedoch bei No Mercy 2000 an Kurt Angle. Bei No Way Out gewann er den Titel von Angle zurück. Bei WrestleMania 17 verlor Johnson den Titel wieder an Steve Austin.
Anschließend legte Johnson eine Wrestlingpause ein. Beim SummerSlam 2001 kehrte Johnson zurück und wurde Teil der WWF, die laut Storyline gegen WCW, welche von der WWF zuvor aufgekauft wurde, fehdete. Es folgten Programme mit Booker T und Chris Jericho um den WCW-Titel. Johnson gewann den Titel gegen Booker T, verlor ihn aber an Chris Jericho. Es schloss sich eine Fehde gegen das von Hulk Hogan geführte Stable New World Order an, welche Johnson bei WrestleMania 18 mit einem Sieg über Hogan beendete.

#### Zwischen Ring und Leinwand (2002–2004)

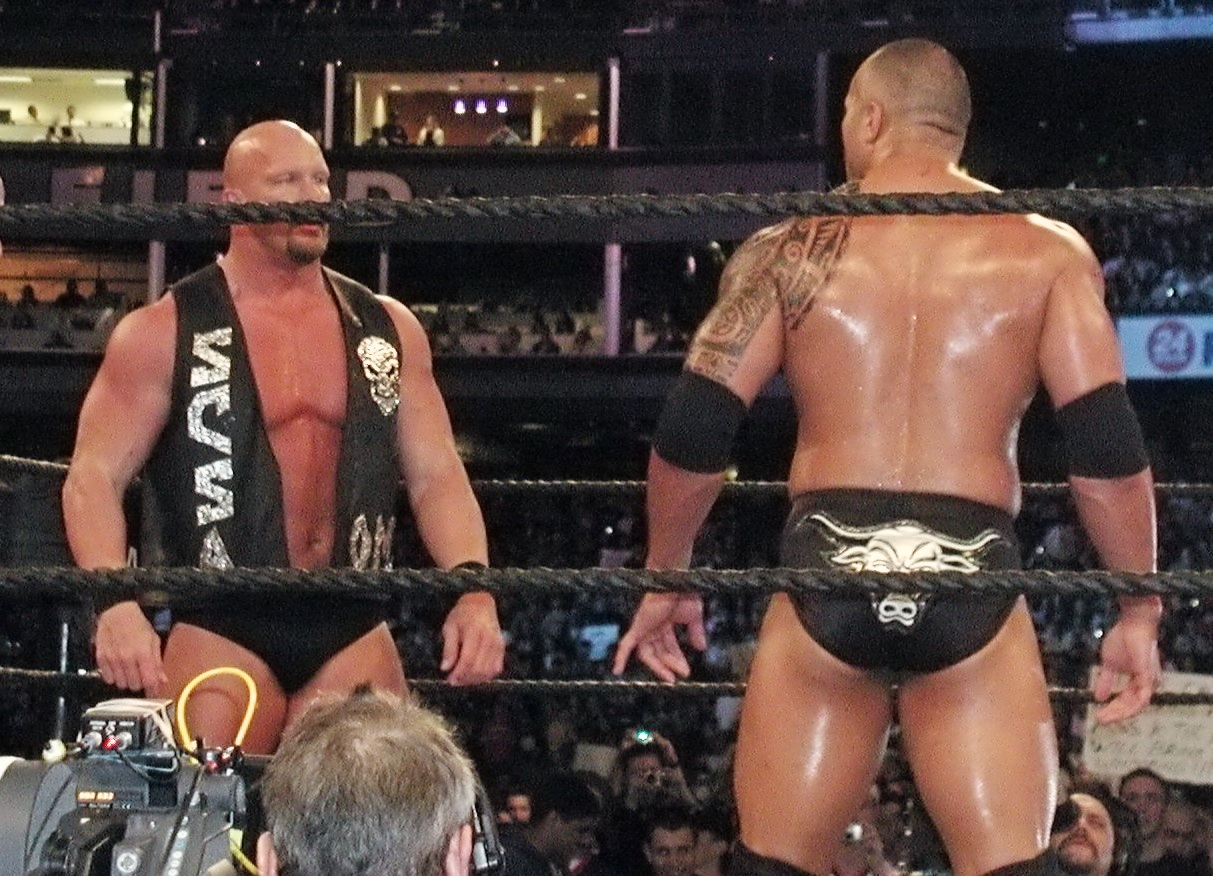
Austin gegen The Rock bei WrestleMania XIX

In der Folge trat Johnson nur noch sporadisch als aktiver Wrestler auf, da er seine Filmkarriere in den Vordergrund rückte.
Im Sommer 2002 kehrte er zur WWE zurück. Er besiegte bei der Großveranstaltung Vengeance 2002 The Undertaker und Kurt Angle und gewann erneut den WWE Champion Titel. Einen Monat später verlor er ihn beim SummerSlam an Brock Lesnar. Ab Februar 2003 fehdete Johnson erneut gegen Hulk Hogan, Steve Austin und Bill Goldberg. Sein vorerst letztes Wrestling-Match führte Johnson an der Seite von Mick Foley gegen Ric Flair, Batista und Randy Orton bei WrestleMania XX.
Johnson gab im Oktober 2006 in der Onlineausgabe der Washington Post bekannt, dass er sich vollkommen aus dem Wrestlingsport zurückziehen werde.
Am 29. März 2008 führte er seinen Vater Rocky Johnson und seinen Großvater Peter Maivia im Rahmen von WrestleMania XXIV in die WWE Hall of Fame ein.

#### Rückkehr und Fehde mit John Cena (2011–2013)

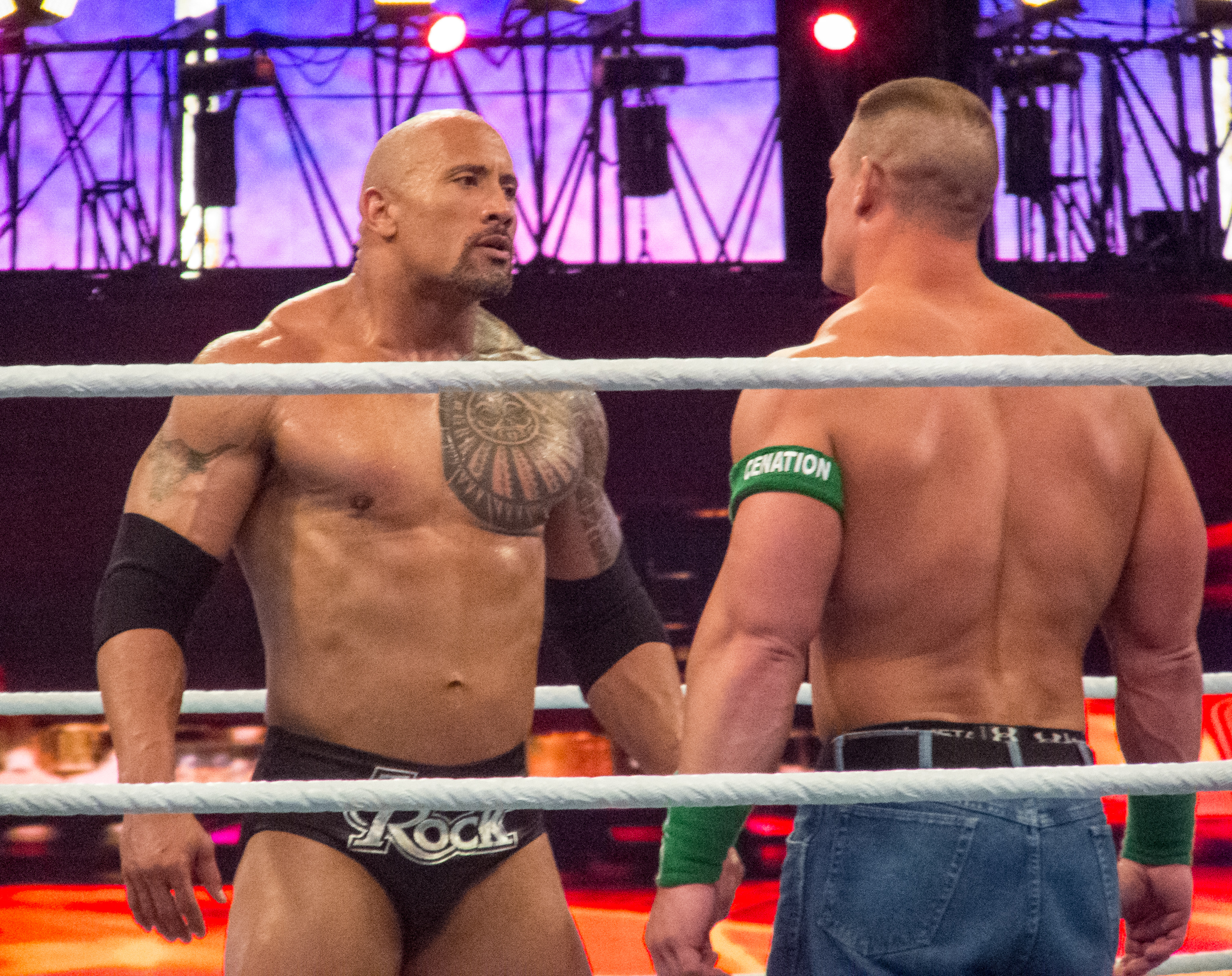
The Rock gegen Cena bei WrestleMania XXVIII

Während der Raw-Ausgabe am 14. Februar 2011 wurde Johnson als Gastgeber von WrestleMania XXVII (3. April 2011) vorgestellt und kehrte nach sieben Jahren zur WWE zurück. In der Raw-Ausgabe nach dieser Großveranstaltung wurde ein Match gegen John Cena bei WrestleMania XXVIII im folgenden Jahr bekannt gegeben. Bereits bei der Survivor Series am 20. November 2011 erfolgte sein Ring-Comeback, bei dem er in einem Tag-Team-Match an der Seite von Cena einen Sieg über The Awesome Truth (The Miz & R-Truth) erreichte. Die Fehde gegen Cena erreichte bei WrestleMania XXVIII am 1. April 2012 durch einen Sieg Johnsons ihren Höhepunkt.
Am 23. Juli 2012 trat Johnson im Rahmen der 1000. Folge von RAW erneut auf. Dabei gab er bekannt, dass er beim Royal Rumble 2013 gegen den amtierenden WWE-Champion antreten werde. Am 27. Januar 2013 gewann er beim Royal Rumble ein Match gegen CM Punk und erhielt den WWE Championtitel zum achten Mal. Beim Elimination Chamber konnte Johnson den Titel zum ersten Mal erfolgreich verteidigen, um dann bei der darauf folgenden RAW-Ausgabe vom 18. Februar einen neu designten WWE-Championship-Gürtel zu präsentieren. Den Titel gab er bei WrestleMania XXIX wieder an John Cena ab.

#### Karriereende und vereinzelte Auftritte (2014–2023)
2014 hatte Johnson einen kurzen Gastauftritt beim Opening von WrestleMania XXX. Daraufhin folgten immer wieder Auftritte und gelegentlich Matches oder Kurzfehden, z. B. gegen The Wyatt Family oder The New Day (mit Unterstützung der Usos).
Am 3. August 2019 gab er zudem offiziell seinen Rücktritt vom Wrestling bekannt: Nach wochenlangen Spekulationen kündigte Johnson am 30. September 2019 an, dass er am 4. Oktober, anlässlich des 20. Jubiläums von SmackDown, letztmals auftreten werde. Dies war sein erster Auftritt bei diesem WWE-Format seit Oktober 2014 und sein erster Fernsehauftritt seit April 2016.
Bei der SmackDown-Ausgabe am 15. September 2023 kehrte The Rock in einem Segment mit Pat McAfee und Austin Theory zurück. Möglich wurde die Rückkehr durch einen anhaltenden Streik von Drehbuchautoren in Hollywood, der viele Dreharbeiten lahmlegte.

#### Rückkehr zum Ring und The Final Boss (seit 2024)
Am 30. Dezember 2023 kündigte Triple H an, dass ein ehemaliger WWE-Champion bei der kommenden Neujahrsausgabe von Raw auftreten würde. Dieser Rückkehrer stellte sich als Johnson mit seinem ersten Raw-Auftritt seit 2016 heraus, der den ebenfalls Ex-Champion und Rückkehrer Jinder Mahal konfrontierte. Zum Ende des Segments teilte Johnson gegen den amtierenden Universal Champion und Cousin, Roman Reigns, aus, was Spekulationen um ein Familienduell bei WrestleMania XL bestärkte.
Am 2. Februar kehrte Johnson auf Ankündigung von Royal-Rumble-Sieger Cody Rhodes bei SmackDown zurück, wo er Reigns konfrontierte. Tags darauf wurde bekannt gegeben, dass Johnson an dem WrestleMania Kickoff Media Event am 8. Februar teilnehmen würde. In jenem Event, an dem neben Johnson und Reigns auch Cody Rhodes und World Heavyweight Champion Seth Rollins teilnahmen, vollzog Johnson seinen ersten Heel-Turn seit 2003, nachdem er Rhodes, welcher zuvor den Anoa’i-Maivia-Clan kritisiert hat und sich dazu entschlossen hat, Reigns bei WrestleMania herauszufordern, attackierte. Daraus resultierte ein Tag-Team-Match zwischen The Rock und Roman Reigns gegen Cody Rhodes und Seth „Freakin“ Rollins, das für WrestleMania XL am 6. April 2024 angesetzt ist.
Sechs Monate später, im Mainevent von Bad Blood am 5. Oktober, traten Rhodes und Reigns gemeinsam gegen Mitglieder der Bloodline (Solo Sikoa und Jacob Fatu) an und besiegten diese. Nach dem Match kehrte The Rock zurück, zählte  bis drei und machte eine Geste, die dem Durchschneiden einer Kehle ähnelte. Am 6. Januar 2025 kehrte er zur Raw-Premiere auf Netflix zurück, dankte Rhodes für seine Arbeit als Aushängeschild des Unternehmens und umarmte ihn. Später am Abend umarmte er auch Roman Reigns, nachdem dieser Sikoa besiegt hatte. In der SmackDown-Folge vom 21. Februar forderte Johnson Cody Rhodes heraus, indem er ihm anbot, ihn im Austausch für seine Loyalität zum Star zu machen, und kryptisch erklärte, er wolle Rhodes' Seele und erwarte seine Antwort für das PLE bei Elimination Chamber am 1. März. 
Dort lehnte Rhodes nach dem Mainevent das Angebot von The Rock ab, woraufhin dieser dem Elimination Chamber-Matchgewinner John Cena signalisierte, Rhodes zu hintergehen, was zu einem der größten Heelturns in der Wrestling-Geschichte führte. Gemeinsam mit Cena und Rapper Travis Scott malträtierten sie Rhodes.   

## Schauspielkarriere
Erste Erfahrungen als Schauspieler sammelte Johnson in TV-Serien. In einer Folge von Die wilden Siebziger verkörperte er seinen Vater und in einer Episode von Star Trek: Raumschiff Voyager spielte er einen außerirdischen Gladiator.

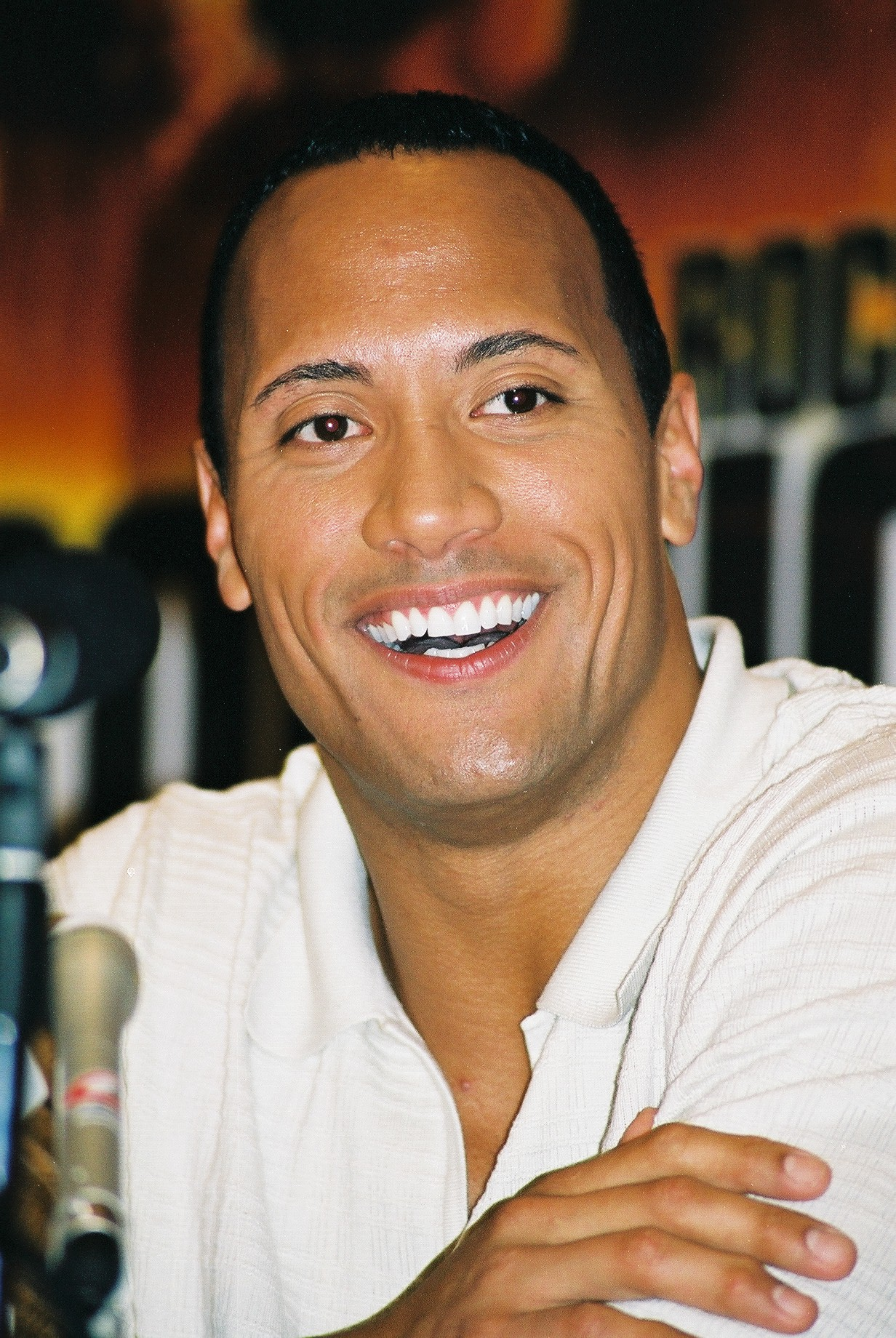
Johnson auf der Pressekonferenz zum Film The Scorpion King in Singapur (2002)

Im Jahr 2000 wurde die Single It Doesn’t Matter vom Album The Ecleftic: 2 Sides II a Book von Wyclef Jean veröffentlicht, die zusammen mit Johnson und Melky Sedeck aufgenommen wurde. 2001 zeigte er Talent als Action-Darsteller mit seiner Rolle des akkadischen Attentäters Mathayus in Die Mumie kehrt zurück, sodass man sich entschloss, zu diesem Film ein Prequel zu drehen. Nach getaner Dreharbeit zu The Scorpion King lobte ihn der Regisseur mit den Worten: „Dieser Kerl hat alles. Er ist einfach der geborene Actionheld.“ Zugute kam ihm dabei seine Wrestlingerfahrung, denn Johnson macht viele Stunts selbst und laut seinem Regisseur besser als so manches Stunt Double. Dwayne Johnson hat seit Beginn seiner Filmkarriere ein Stunt Double namens Tanoai Reed. Dieser gewann für einen Stunt in Welcome to the Jungle einen Taurus Award.
Es folgten zwei weitere Actionfilme mit Welcome to the Jungle und Walking Tall – Auf eigene Faust. Mit dem Film Welcome to the Jungle wurde Johnson für den MTV Movie Award nominiert. Die Zeitschrift Widescreen betitelte ihn in der Ausgabe Oktober 2005 als Nachfolger von Arnold Schwarzenegger.
2005 spielte er eine Rolle als Nebendarsteller in Be Cool – Jeder ist auf der Suche nach dem nächsten großen Hit.
Im Oktober 2005 erschien in den USA der Science-Fiction-Horror-Film Doom – Der Film (nach dem gleichnamigen Computerspiel), in welchem Johnson den Führer einer militärischen Sicherungs- und Rettungstruppe spielt.
Anschließend spielte er in Southland Tales, welcher bei den Filmfestspielen in Cannes 2006 für die Auszeichnung mit der Goldenen Palme nominiert war. Kritiker bewerteten den Film jedoch überwiegend negativ.
Im Drama Spiel auf Bewährung, das im September 2006 in die Kinos kam, spielte er einen Aufseher in einem Jugendgefängnis. 2007 erschien die Disney-Komödie Daddy ohne Plan, in der er den erfolgreichen Quarterback eines Footballteams spielt, der überraschend mit der Existenz einer Tochter konfrontiert wird.

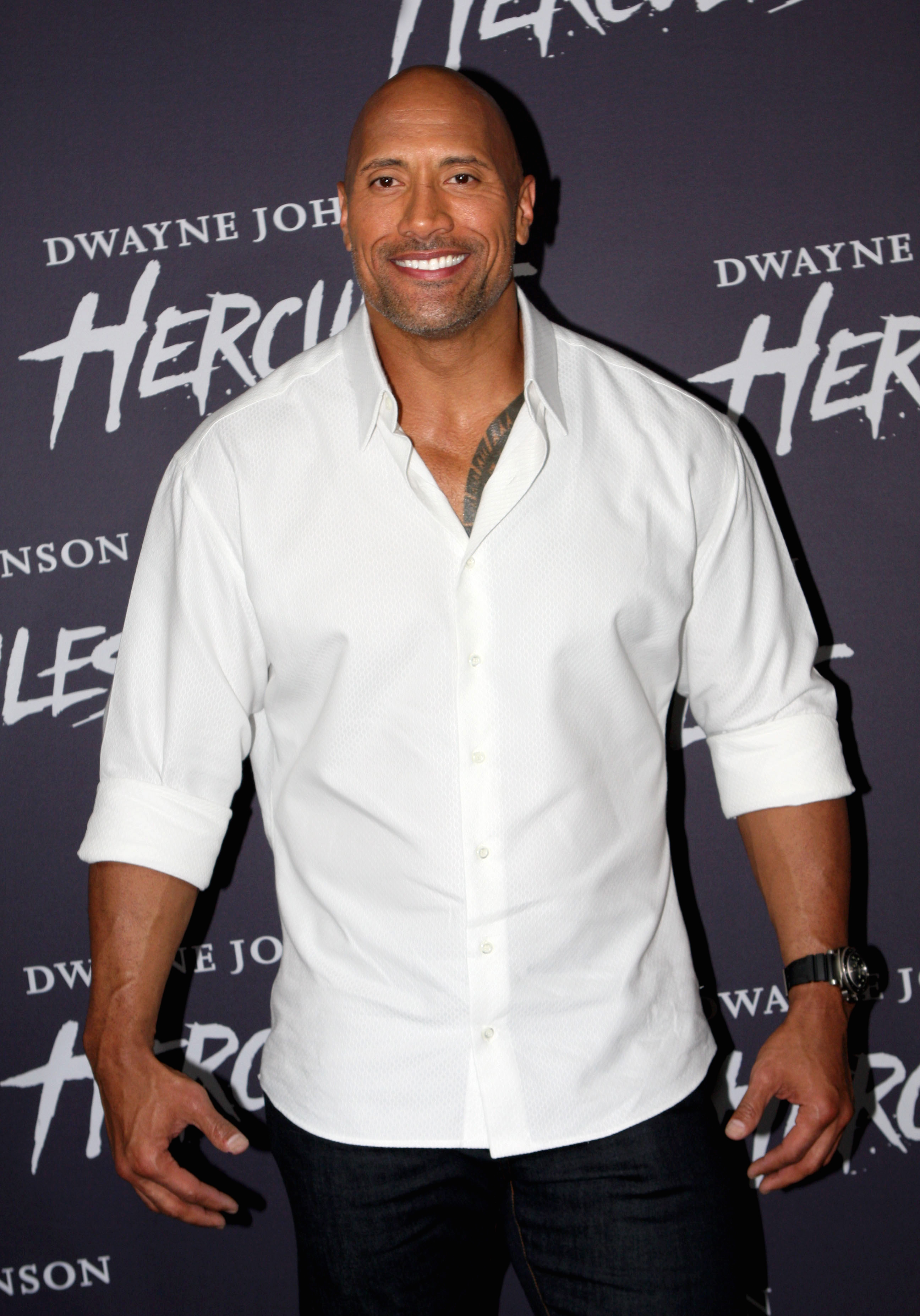
Johnson bei der Filmpremiere von Hercules im Jahr 2014

2007 hatte er in der Hannah-Montana-Folge Ich will, ich will, ich will! (Episode 2x17) eine mit viel Selbstironie gespickte Gastrolle als er selbst. 2008 spielte Johnson den Doppelagenten Agent 23 in der Actionkomödie Get Smart.
In dem CGI-Animationsfilm Planet 51, der 2009 in den Kinos anlief, lieh er in der englischsprachigen Originalversion dem amerikanischen Astronauten Chuck Baker seine Stimme.
Im selben Jahr kam der Film Die Jagd zum magischen Berg in die Kinos, in der er einen Taxifahrer spielte, der zwei außerirdischen Kindern hilft zu ihrem Raumschiff zurückzufinden.
2010 verkörperte er die Hauptrolle des Derek Thompson in dem Kinofilm Zahnfee auf Bewährung. Außerdem hatte er eine kleine Rolle in Die etwas anderen Cops an der Seite von Samuel L. Jackson.
2011 spielte er, an der Seite von Billy Bob Thornton, den Fahrer in Faster und stellte den Polizisten Luke Hobbs in Fast & Furious Five dar. Diese Rolle übernahm er auch in den Fortsetzungen Fast & Furious 6 (2013), Fast & Furious 7 (2015) und Fast & Furious 8 (2017).
2012 gründete er mit seiner ehemaligen Frau Dany Garcia die Filmproduktionsfirma Seven Bucks Productions, die seitdem eine Vielzahl von Projekten mit Johnson produziert. Auch Dany Garcias Bruder Hiram Garcia ist in der Firma tätig, seit 2017 als President of Production.
In der 8. Staffel der Serie Family Guy hat er (real) einen Cameo-Kurzauftritt, in dem er Sex zwischen den Hauptfiguren der Serie mit Puppen nachstellen soll.
Johnson sang das Lied You’re Welcome für den Soundtrack des Disney-Animationsfilms Vaiana, in dem er der Figur des Māui seine Stimme leiht. Mit dieser Single platzierte er sich im Dezember 2016 erstmals in den Billboard Hot 100 (Rang 83).
Johnson führt derzeit die Liste der am besten bezahlten Schauspieler der Welt an. 2016 verdiente er laut der Wirtschaftszeitschrift Forbes 64,5 Millionen US-Dollar, von Juni 2019 bis Juni 2020 dagegen 87,5 Millionen US-Dollar.
2017 wurde er in die Academy of Motion Picture Arts and Sciences (AMPAS) aufgenommen, die jährlich die Oscars vergibt.
Im Jahr 2022 erschien mit DC League of Super-Pets ein Animationsfilm, bei dem Johnson sowohl Produzent als auch Synchronsprecher war.

## Unternehmerkarriere
Im März 2020 brachte Johnson seine eigene Tequila-Marke auf den Markt, welche 600.000 Einheiten im ersten Jahr verkaufte. Im August 2020 kaufte Johnson als Anführer einer Investorengruppe die Football-Liga XFL für 15 Millionen US-Dollar, welche 2023 neugestartet wurde und 2024 mit der United States Football League (USFL) zur United Football League (UFL) fusionierte. Am 23. Januar 2024 trat Johnson dem Aufsichtsrat der TKO Group Holdings bei und erhielt komplette Rechte an seinem Ring-/Künstlernamen, die zuvor bei der WWE lagen. Im Gegenzug unterzeichnete Johnson einen neuen Dienst- und Merchandise-Vertrag bei der WWE.

## Filmografie (Auswahl)

### Als Schauspieler
- 1995: The Universal Story (Dokumentarfilm)
- 1999: Die wilden Siebziger (That ’70s Show, Fernsehserie, Episode 1x15 Red im Schwitzkasten)
- 2000: Star Trek: Raumschiff Voyager (Star Trek: Voyager, Fernsehserie, Episode 6x15 Tsunkatse)
- 2001: Longshot – Ein gewagtes Spiel (Longshot)
- 2001: Die Mumie kehrt zurück (The Mummy Returns)
- 2002: The Scorpion King
- 2003: Welcome to the Jungle (The Rundown)
- 2004: Walking Tall – Auf eigene Faust (Walking Tall)
- 2005: Be Cool – Jeder ist auf der Suche nach dem nächsten großen Hit (Be Cool)
- 2005: Doom – Der Film (Doom)
- 2006: Southland Tales
- 2006: Spiel auf Bewährung (Gridiron Gang)
- 2007: Einfach Cory! (Cory in the House, Fernsehserie, Episode 1x21 Im Fitness-Wahn)
- 2007: Hannah Montana (Fernsehserie, Episode 2x17 Ich will, Ich will, Ich will)
- 2007: Daddy ohne Plan (The Game Plan)
- 2007: Reno 911!: Miami
- 2008: Get Smart
- 2009: Die Zauberer vom Waverly Place (Wizards of Waverly Place, Fernsehserie, Episode 2x15 Die Kunstlehrerin)
- 2009: Die Jagd zum magischen Berg (Race to Witch Mountain)
- 2010: Zahnfee auf Bewährung (Tooth Fairy)
- 2010: Die etwas anderen Cops (The Other Guys)
- 2010: Du schon wieder (You Again)
- 2010: Faster
- 2010: Auch Liebe macht mal Ferien 2 (Why Did I Get Married Too?)
- 2011: Fast & Furious Five (Fast Five)
- 2011–2012: Clash Time (Fernsehserie, 11 Episoden)
- 2012: Die Reise zur geheimnisvollen Insel (Journey 2: The Mysterious Island)
- 2013: G.I. Joe – Die Abrechnung (G.I. Joe: Retaliation)
- 2013: Fast & Furious 6
- 2013: Snitch – Ein riskanter Deal (Snitch)
- 2013: Pain & Gain
- 2013: Empire State – Die Straßen von New York (Empire State)
- 2014: The Epic Journey of Dwayne „The Rock“ Johnson
- 2014: Hercules
- 2014: The Sheik (Dokumentarfilm)
- 2015: Fast & Furious 7 (Furious 7)
- 2015: San Andreas
- 2015–2019: Ballers (Fernsehserie, 47 Episoden)
- 2016: Central Intelligence
- 2017: Fast & Furious 8 (The Fate of the Furious)
- 2017: Baywatch
- 2017: Jumanji: Willkommen im Dschungel (Jumanji: Welcome to the Jungle)
- 2018: Rampage – Big Meets Bigger (Rampage)
- 2018: Skyscraper
- 2019: Fighting with My Family
- 2019: Fast & Furious: Hobbs & Shaw (Fast & Furious Presents: Hobbs & Shaw)
- 2019: Jumanji: The Next Level
- 2019–2020: The Titan Games (Fernsehsendung, 13 Episoden)
- 2021: Jungle Cruise
- 2021: Red Notice
- 2021–2023: Young Rock (Fernsehserie, 37 Episoden)
- 2022: Black Adam
- 2023: Fast & Furious 10 (Fast X)
- 2024: Red One – Alarmstufe Weihnachten (Red One)

### Als Filmproduzent
- 2013: Snitch – Ein riskanter Deal (Snitch)
- 2018: Skyscraper
- 2019: Fighting with My Family
- 2019: Fast & Furious: Hobbs & Shaw (Fast & Furious Presents: Hobbs & Shaw)
- 2019: Jumanji: The Next Level
- 2021: Jungle Cruise
- 2021: Red Notice
- 2022: DC League of Super-Pets
- 2022: Black Adam
- 2024: Red One – Alarmstufe Weihnachten (Red One)

### Als Synchronsprecher
- 2009: Planet 51 (Stimme für Captain Charles T. Baker)
- 2010: Family Guy (Episode 8x10)
- 2010: Transformers: Prime (Stimme für Cliffjumper)
- 2016: Vaiana (Moana, Stimme von Maui)
- 2022: DC League of Super-Pets (Stimme von Krypto)
- 2023: Once Upon a Studio (Stimme von Maui)
- 2024: Vaiana 2 (Moana 2, Stimme von Maui)

## Videospiele
- 2003: WWE Crush Hour (The Rock Synrchonisation)
- 2003: WrestleMania XIX (The Rock Synchronisation)
- 2003: WWE Raw 2: Ruthless Aggression (The Rock Synchronisation)
- 2004: WWE Day of Reckoning (The Rock Synchronisation)
- 2005: WWE Day of Reckoning 2 (The Rock Synchronisation)
- 2019: Fornite: Chapter 2 (The Foundation Synchronisation)
- 2019: WWE 2K20 (The Rock Synchronisation)
- 2020: WWE 2K Battleground (The Rock Synchronisation)
- 2021: Fortnite: Chapter 3 (The Foundation Synchronisation)
- 2023: WWE 2K23 (Als The Rock)

## Synchronstimme
Johnson wird, bis auf wenige Ausnahmen, vorwiegend von Ingo Albrecht synchronisiert.

## Diskografie
Singles
- 2016: You’re Welcome

## Auszeichnungen für Musikverkäufe
| Goldene Schallplatte - Dänemark - 2023: für die Single You’re Welcome 3× Platin-Schallplatte - Neuseeland - 2024: für die Single You’re Welcome - Vereinigtes Königreich - 2022: für die Single You’re Welcome | 5× Platin-Schallplatte - Kanada - 2024: für die Single You’re Welcome |

Anmerkung: Auszeichnungen in Ländern aus den Charttabellen bzw. Chartboxen sind in ebendiesen zu finden.
| Land/RegionAuszeichnungen für Musikverkäufe (Land/Region, Auszeichnungen, Verkäufe, Quellen) | Gold  | Platin       | Verkäufe  | Quellen          |
| -------------------------------------------------------------------------------------------- | ----- | ------------ | --------- | ---------------- |
| Dänemark (IFPI)                                                                              | Gold1 | —            | 45.000    | ifpi.dk          |
| Kanada (MC)                                                                                  | —     | 5× Platin5   | 400.000   | musiccanada.com  |
| Neuseeland (RMNZ)                                                                            | —     | 3× Platin3   | 90.000    | radioscope.co.nz |
| Vereinigte Staaten (RIAA)                                                                    | —     | 7× Platin7   | 7.000.000 | riaa.com         |
| Vereinigtes Königreich (BPI)                                                                 | —     | 3× Platin3   | 1.800.000 | bpi.co.uk        |
| Insgesamt                                                                                    | Gold1 | 18× Platin18 |           |                  |

## Titel und Auszeichnungen

### Titel
United States Wrestling Association

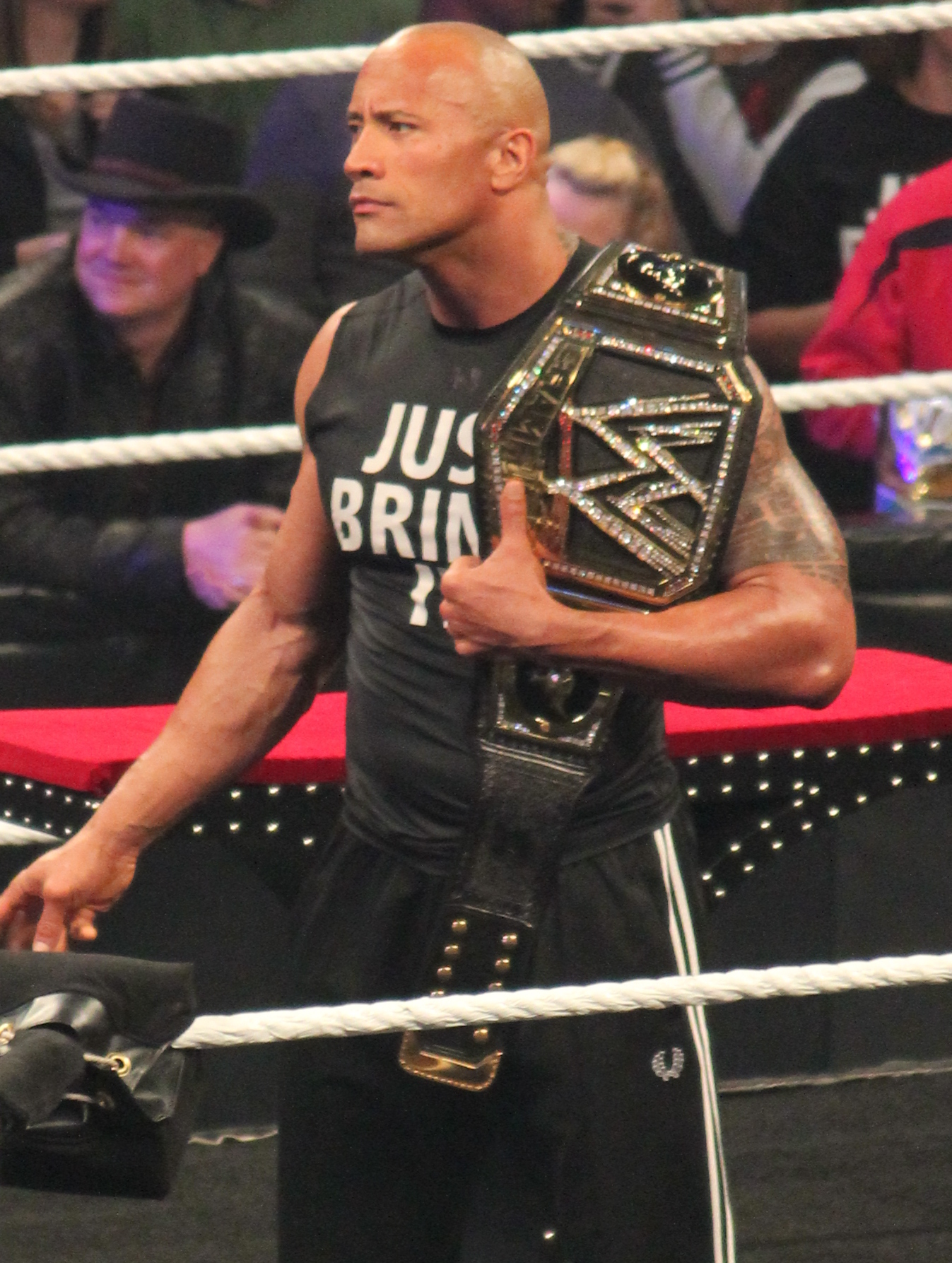
WWE Champion Johnson nach der Enthüllung des neuen Titel-Designs

- 2× USWA Tag Team Champion mit Bart Sawyer

World Wrestling Federation/Entertainment
- 8× WWE Champion
- 2× World Champion
- 2× WWF Intercontinental Champion
- 5× WWF Tag Team Champion jeweils 1× mit The Undertaker und Chris Jericho und 3× mit Mankind

### Auszeichnungen
Goldene Himbeere

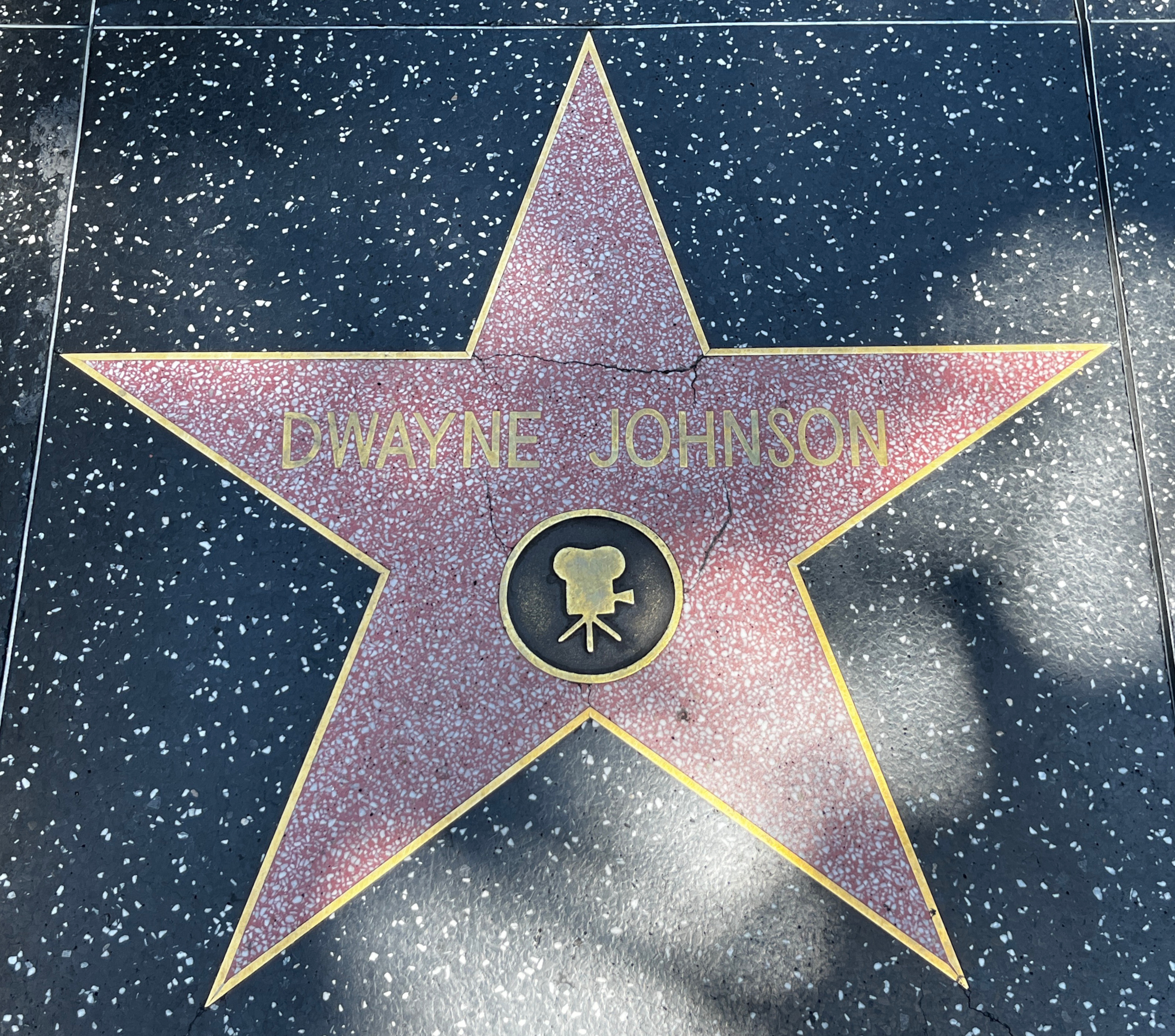
Johnsons Stern auf dem Hollywood Walk of Fame

- 2018: Auszeichnung in der Kategorie 	The Razzie Nominee So Rotten You Loved It für Baywatch

Kids Choice Awards
- 2013: Auszeichnung in der Kategorie 	Choice Fantasy Movie Actor für Die Reise zur geheimnisvollen Insel
- 2017: Auszeichnung in der Kategorie 	Choice BFF's für Central Intelligence mit Kevin Hart
- 2018: Auszeichnung in der Kategorie 	Favorite Movie Actor für Jumanji: Willkommen im Dschungel

MTV Movie & TV Awards
- 2019: Auszeichnung in der Kategorie MTV Generation Award

People’s Choice Awards
- 2016: Auszeichnung in der Kategorie 	Choice Favorite Premium Cable TV Actor
- 2017: Auszeichnung in der Kategorie Favorite Premium Series Actor

Teen Choice Awards
- 2001: Auszeichnung in der Kategorie 	Choice Movie: Villain für Die Mumie kehrt zurück
- 2017: Auszeichnung in der Kategorie 	Favorite Male Buttkicker für Vaiana
- 2018: Auszeichnung in der Kategorie 	Choice Comedy Movie Actor für Jumanji: Willkommen im Dschungel

World Wrestling Federation/Entertainment
- 1998: Deadly Games WWF Championship Tournament Sieger[8]
- 2000: Royal Rumble Sieger

 Weitere Auszeichnungen
- 1991: NCAA National Championship mit den Miami Hurricanes
- 2017: NAACP Image Awards, Nominierung in der Kategorie Outstanding Character Voice-Over Performance – Television or Film für Vaiana[23]
- 2017: Stern auf dem Hollywood Walk of Fame in der Kategorie Motion Pictures Star[24]